# Liste der Monuments historiques in Tranqueville-Graux
Die Liste der Monuments historiques in Tranqueville-Graux führt die Monuments historiques in der französischen Gemeinde Tranqueville-Graux auf.

## Liste der Objekte
| Bezeichnung        | Beschreibung           | Standort                        | Kennzeichnung | Schutzstatus | Datum | Bild |
| ------------------ | ---------------------- | ------------------------------- | ------------- | ------------ | ----- | ---- |
| Kreuzigungsretabel | Stein, 15. Jahrhundert | in der Kirche Saint-Èvre (Lage) | PM88000935    | Classé       | 1908  |      |